# マツダ・L型エンジン
マツダ・L型エンジン（マツダ・Lがたエンジン）は、マツダによって製造されていた直列4気筒ガソリンエンジンである。

## 概要
マツダ・F型エンジンの後継として、2001年にデビューした。Z型エンジンと共に、MZRエンジンを構成するエンジン系列のひとつである。SOHCも存在したF型エンジンに対し、全てDOHC16バルブとなっている。
当時マツダと資本提携関係にあったフォードでは、同社のフォード・デュラテックエンジンを構成するエンジン系列のひとつとして扱われており、フォード車にも広く搭載された。フォードと関係の深いレーシングエンジンビルダーのコスワースからも、L型エンジン用のハイカムなどが市販されている。
シリンダーブロック・シリンダーヘッド共にアルミニウムダイカスト製であり、カムシャフトの駆動にはタイミングチェーンを用いる。
現在は、後継となるマツダ・SKYACTIV-Gエンジンに切り替わっており、生産を終了している。

## 型式

### L8-DE
- 種類：DOHC 16バルブ EGI
- 排気量：1,798cc
- 内径×行程：83.0×83.1 (mm)
- 圧縮比：9.4
- 参考出力：102ps(75kW)/5,300rpm（SLP2T型 ボンゴ）
- 参考トルク：15.0kg・m(147N・m)/4,000rpm（SLP2T型 ボンゴ）
- 主な搭載車種（車両型式）
  - ボンゴ（トラック：SKP2T/SKP2L/SLP2T/SLP2L、バン：SKP2V/SKP2M/SLP2V/SLP2M）
  - 日産・バネット（トラック：SKP2TN/SKP2LN、バン：SKP2MN）
  - 三菱・デリカ（トラック：SKP2TM/SKP2LM、バン：SKP2MM/SKP2VM）

日本市場では、ボンゴ（及びOEM車種のバネット、デリカ）の2010年の一部改良で搭載され、実質ボンゴ専用エンジンとなっていたが、欧州市場ではプレマシーやMAZDA6（当時の日本名アテンザ）にも搭載されていた。

### L8-VE
- 種類：DOHC 16バルブ EGI S-VT
- 排気量：1,798cc
- 内径×行程：83.0×83.1 (mm)
- 圧縮比：10.8
- 参考出力：126ps(93kW)/6,500rpm（NC型 ロードスター 欧州仕様）
- 参考トルク：17.0kg・m(167N・m)/4,500rpm（NC型 ロードスター 欧州仕様）
- 主な搭載車種（車両型式）
  - NC型 ロードスター 欧州仕様

L8-DEをベースに可変バルブタイミング機構（S-VT）を搭載したモデル。欧州市場の税制の関係で、3代目ロードスター（NC型）の欧州仕様に2Lモデルと共に設定された。

### LF-DE
- 種類：DOHC 16バルブ EGI
- 排気量：1,998cc
- 内径×行程：87.5×83.1 (mm)
- 圧縮比：10.0
- 参考出力：150ps(110kW)/6,000rpm（GGES型 アテンザ）
- 参考トルク：18.6kg・m(182N・m)/4,500rpm（GGES型 アテンザ）
- 主な搭載車種（車両型式）
  - アテンザ（GGES/GGEP/GYEW）
  - プレマシー（CREW）

### LF-VE
- 種類：DOHC 16バルブ EGI S-VT
- 排気量：1,998cc
- 内径×行程：87.5×83.1 (mm)
- 圧縮比：10.8
- 参考出力：
  - 170ps(125kW)/7,000rpm（NCEC型 ロードスター（2008年12月-、MT車））
  - 150ps(110kW)/6,500rpm（BKEP型 アクセラ）
  - 139ps(102kW)/6,500rpm（CREW型 プレマシー）
- 参考トルク：
  - 19.3kg・m(189N・m)/5,000rpm（NCEC型 ロードスター（2008年12月-、MT車））
  - 18.7kg・m(183N・m)/4,500rpm（BKEP型 アクセラ）
  - 17.9kg・m(175N・m)/4,000rpm（CREW型 プレマシー）
- 主な搭載車種（車両型式）
  - ロードスター（NCEC）
  - プレマシー（CREW/CWEAW）
  - アクセラ（BKEP/BLEAW/BLEAP）
  - アテンザ（GHEFS/GHEFW/GHEFP）
  - 日産・ラフェスタ ハイウェイスター（CWEAWN）

MZRエンジンの2L級エンジンの基本となるモデルで、フォードでは「デュラテック20」と呼ばれる。
横置きを前提として設計され、NCEC型ロードスターへの搭載にあたっては縦置き化のための改良がなされた。また、同型ロードスターでは2008年12月の一部改良において鍛造クランクシャフトの採用などによってレブリミットを7,000回転から7,500回転に引き上げている。それに伴い、最高出力を発生する回転数も6,700回転から7,000回転に上昇している。

### LF-VD
- 種類：DOHC 16バルブ 直噴 S-VT
- 排気量：1,998cc
- 内径×行程：87.5×83.1 (mm)
- 圧縮比：11.2
- 参考出力：151ps(111kW)/6,200rpm（CREW型 プレマシー）
- 参考トルク：19.7kg・m(193N・m)/4,000rpm（CREW型 プレマシー）
- 主な搭載車種（車両型式）
  - プレマシー（CREW/CWEFW）
  - ビアンテ（CCEFW/CCEAW）
  - 日産・ラフェスタ ハイウェイスター（CWEFWN）
  - アテンザ（GHEFS/GHEFW/GHEFP）

名称は「MZR 2.0L DISI」で、2007年にプレマシーのマイナーチェンジ時に初搭載された。LF-VEをベースに直噴化（DISI）している。

### LF-VDS
- 種類：DOHC 16バルブ 直噴 S-VT
- 排気量：1,998cc
- 内径×行程：87.5×83.1 (mm)
- 圧縮比：11.5
- 参考出力：150ps(110kW)/6,200rpm（BLEFP型 アクセラ）
- 参考トルク：19.0kg・m(186N・m)/4,500rpm（BLEFP型 アクセラ）
- 主な搭載車種（車両型式）
  - アクセラ（BLEFP/BLEFW）
  - プレマシー（CWEFW）

LF-VDをベースに、マツダ独自のアイドリングストップシステム「i-stop」を搭載したモデル。

### L3-DE
- 種類：DOHC 16バルブ EGI
- 排気量：2,260cc
- 内径×行程：87.5×94.0 (mm)
- 圧縮比：9.7
- 参考出力：163ps(120kW)/6,000rpm（LW3W型 MPV）
- 参考トルク：21.2kg・m(208N・m)/4,500rpm（LW3W型 MPV）
- 主な搭載車種（車両型式）
  - MPV（LW3W）
  - トリビュート（EP3W）

### L3-VE
- 種類：DOHC 16バルブ EGI S-VT
- 排気量：2,260cc
- 内径×行程：87.5×94.0 (mm)
- 圧縮比：10.6
- 参考出力：171ps(126kW)/6,500rpm（BK3P型 アクセラ）
- 参考トルク：21.8kg・m(214N・m)/4,000rpm（BK3P型 アクセラ）
- 主な搭載車種（車両型式）
  - アクセラ（BK3P）
  - アテンザ（GG3S/GG3P/GY3W）
  - ビアンテ（CC3FW）
  - プレマシー（CR3W）
  - MPV（LY3P）

マツダ車の他、「デュラテック23」としてレンジャーなどのフォード車にも搭載される。LF-VEを搭載するNCEC型ロードスターには補機類などの交換のみで比較的容易に換装でき、車両チューニングにおいて排気量アップを狙いエンジンスワップを行うケースもある。なお、MPVのもの以外は全てハイオクガソリン仕様である。

### L3-VDT
- 種類：DOHC 16バルブ 直噴 S-VT
- 排気量：2,260cc
- 内径×行程：87.5×94.0 (mm)
- 圧縮比：9.5
- 参考出力：264ps(194kW)/5,500rpm（BL3FW型 マツダスピードアクセラ）
- 参考トルク：38.7kg・m(380N・m)/3,000rpm（BL3FW型 マツダスピードアクセラ）
- 主な搭載車種（車両型式）
  - マツダスピードアクセラ（BK3P/BL3FW）
  - マツダスピードアテンザ（GG3P）
  - CX-7（ER3P）
  - MPV（LY3P）

「MZR 2.3L DISI TURBO」として、2005年にマツダスピードアテンザに初搭載された。L3-VEをベースに直噴化しターボを組み合わせたエンジンで、直噴化によるガソリン冷却効果により、自然吸気エンジンと変わらない高い圧縮比を実現し、低回転域での燃費向上を果たしている。出力向上に伴って、ブロックとヘッドに新鋳造方法を用いたり、鍛造クランクシャフトを採用したりすることで剛性・強度を高めている。ハイオク仕様。

### L5-VE
- 種類：DOHC 16バルブ EGI S-VT
- 排気量：2,488cc
- 内径×行程：89.0×100.0 (mm)
- 圧縮比：9.7
- 参考出力：170ps(125kW)/6,000rpm（GH5FP型 アテンザ）
- 参考トルク：23.0kg・m(226N・m)/4,000rpm（GH5FP型 アテンザ）
- 主な搭載車種（車両型式）
  - アテンザ（GH5FP/GH5AP/GH5FW/GH5AW/GH5FS/GH5AS）

L3-VEをベースにボア・ストローク両方を拡大した、L型エンジンでは最大の排気量を持つエンジンである。クランクシャフトはL3-VDTと同様の鍛造である。フォードでは「デュラテック25」と呼ばれ、フォードやマーキュリーブランドの車種に搭載された。L3-VEと同様、NCEC型ロードスターに補機類などの交換で比較的容易に搭載することが可能である。

## その他
アドヴァンスド・エンジン・リサーチが製作したレース用エンジンであるMZR-Rは、マツダと共同開発したもので、2LのL型エンジンの設計をベースとしている。